# Sky Sports
Sky Sports — бренд спортивних телеканалів у Великій Британії та Ірландії, що входять до складу компанії супутникового телебачення British Sky Broadcasting. Найпопулярніший платний спортивний телеканал у Великій Британії та Ірландії. Зіграв велику роль у комерціалізації британського спорту в 1990-ті і 2000-ні роки. Має повноваження щодо перенесення дат спортивних подій для прямих телетрансляцій, в тому числі матчів футбольної Прем'єр-ліги.

## Канали
На даний момент в пакеті спортивних програм функціонують канали Sky Sports 1, 2, 3, 4 і 5.
Доступні версії таких каналів в HD-форматі (за винятком Sky Sports 5).
Також цілодобово працює новинний канал Sky Sports News HQ.
У каналу є власна радіостанція — Sky Sports News Radio.
З 9 березня 2012 року працює канал Sky Sports F1, що показує трансляції Формули-1.
12 серпня 2014 року запущений канал Sky Sports 5, орієнтований на показ футбольних матчів Ліги чемпіонів, іспанської Ла Ліги, голландської Ередивізі і кваліфікації Євро-2016.

## Трансляції
- Футбол:
  - Англійська Прем'єр-ліга
  - Чемпіонат Футбольної ліги
  - Кубок Англії
  - Кубок Футбольної ліги
  - Ла-Ліга
  - Ередивізі
  - Major League Soccer
  - Прем'єршип (Шотландія)
  - Кубок Шотландії
  - Прем'єршип (Північна Ірландія)
- Крикет:
  - Кубок світу
  - Кубок чемпіонів
  - World Twenty-20
  - Чемпіонат Англії
  - Чемпіонат Індії
- Регбі:
  - Кубок чемпіонів
  - Чемпіонат Англії
  - Guiness Pro 12
  - Супер Регбі
  - Молодіжний кубок світу
  - Жіночий кубок світу
  - Чемпіонат Франції
  - Товариські матчі
- Регбіліг:
  - Європейська Суперліга
- Автоспорт:
  - Формула-1
  - GP2
  - GP3
  - DTM
- Мотоспорт:
  - Чемпіонат світу зі спідвею
  - Elite League Speedway
- Теніс:
  - US Open
  - Турніри ATP
- Гольф:
  - US Open
  - PGA Championship
  - Кубок світу
  - Кубок Райдера
  - PGA Tour
  - European Tour
- Дартс:
  - Турніри PDC
  - Турніри BDO
- Американський футбол:
  - Національна футбольна ліга
- Гельський футбол:
  - Чемпіонат GAA
- Інші види спорту:
  - Лёгкая атлетика
  - Снукер
  - Тріатлон
  - Нетбол
  - Шари (Боулз)
  - Кінний спорт
  - Бокс